# Prospero Centurione Fattinanti
Prospero Centurione Fattinanti (* zwischen 1510 und 1520 in Genua; † 1581 ebendort) war der 70. Doge der Republik Genua.

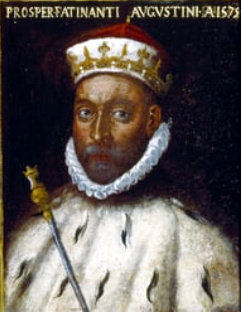
Prospero Centurione Fattinanti

## Leben

### Politisches Leben vor dem Dogeat
Er wurde als Sohn von Agostino Centurione Fattinanti und Pomellina Zoaglio (oder Zoagli) zwischen 1510 und 1520 in Genua geboren. Die Familie Fattinanti stammte ursprünglich aus Voltaggio und wurde mit der Eintragung in das Albergo della nobiltà Genovese im Jahr 1528 mit der Adelsfamilie Centurione verbunden.
Prospero Centurione Fattinanti nahm ab 1555 am öffentlichen Leben teil, als er in den Kleinen Rat gewählt wurde und das Amt des Leiters der beiden Abteilungen Moneta und Straordinari übernahm. Im Jahr 1556 trat er in das Ufficio dell’Abbondanza ein und wurde gegen Ende des Jahres zum Prokurator der Republik ernannt. In den folgenden Jahren, bis 1560, wurde er als Compere in die Banco di San Giorgio berufen, eine Position, die es ihm ermöglichte, seine wirtschaftlichen und finanziellen Kenntnisse zu vertiefen. Zwischen 1562 und 1563 war er Padre del Comune und erlangte 1565 ein begehrtes institutionelles Amt, das des obersten Syndikators.
Er war einer der beiden Syndikatoren (der andere war Bartolomeo Cattaneo), die sich für die Ernennung von Lercari zum ewigen Prokurator aussprachen, was von den anderen drei obersten Syndikatoren abgelehnt wurde. Bis 1575 bekleidete er abwechselnd institutionelle Ämter in Genua, in den Büros der Banco di San Giorgio und auch Magistrate auf Korsika.
In einem regelrechten Bürgerkrieg zwischen dem „alten“ und dem „neuen“ Adel beeilte sich der Senat, der sich fast vollständig in den Händen des neuen Adels befand, ihn zum neuen Dogen der Republik Genua zu wählen, um die neue „gemäßigte“ Politik vorherigen Dogen Giacomo Grimaldi Durazzo fortzusetzen. Er wurde am 17. Oktober 1575 gewählt und war der 25. seit der zweijährigen Reform und der 70. in der Geschichte der Republik.

### Dogeat

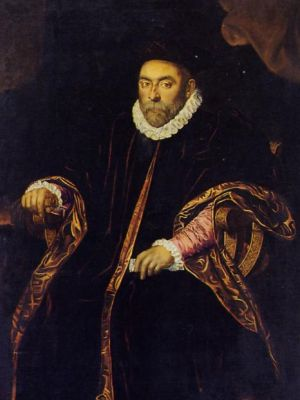
Gemälde des Edelmannes

Die Amtszeit des Dogen Centurione Fattinanti war vor allem von der Spaltung zwischen den beiden adligen Fraktionen, der „alten“ und der „neuen“, geprägt, die in jenen Jahren Genua und seine Republik erschütterten. Erstere befand sich im Senat und in der Stadt aufgrund von Abwanderungen aus der genuesischen Hauptstadt in der Minderheit, letztere war aufgerufen, zusammen mit neuen Volksbündnissen – angeführt von Giovanni Andrea Doria und Bartolomeo Coronata – gemäßigt zu regieren und gleichzeitig den Konflikt beizulegen.
Bereits im Sommer 1575 wurden Versuche unternommen, eine Lösung und einen dauerhaften Waffenstillstand zwischen den beiden Adelsfraktionen zu erreichen. Prospero Centurione Fattinanti bot sich bei dem von Papst Gregor XIII. geförderten Treffen in Casale Monferrato, zu dem dieser Kardinal Giovanni Morone schickte, als Sprecher der neuen Adelsfamilien an. Vor dem Kardinal diktierten die beiden Fraktionen die Grundlage für einen neuen Frieden und ein neues Bündnis, das jedoch nicht sofort umgesetzt werden sollte. Dies waren auch die Gründe, die zur Wahl von Centurione Fattinanti zum Dogen führten, einer „gemäßigten“ Person des „neuen“ Adels, die aber auch mit der „alten“ Seite in wohlwollendem Austausch stand.
Und gerade diese Beziehungen zu den beiden Adelshäusern führte zu Unmut und Zwietracht unter den Adelsfamilien. Die vom neuen Gleichgewicht Ausgeschlossene kämpften immer noch gegen den „alten“ Adel und beschuldigten den „neuen“ Adel (an dessen Spitze der Doge stand) als Vaterlandsverräter und gingen sogar so weit, einen neuen Volksaufstand anzuzetteln. Um diesem neuen und möglichen Volksaufstand entgegenzuwirken, erließ der Doge außerordentliche Polizeimaßnahmen in der Hoffnung, damit die in Casale unterzeichneten Friedensvereinbarungen zu erfüllen.
In den ersten Monaten des Jahres 1576, kurz vor der Ratifizierung der Casale-Abkommen, begannen die oppositionellen Gegner des Senats eine neue Verleumdungskampagne gegen die Arbeit des Dogen und eines anderen Führers des neuen Adels, des ehemaligen Dogen Paolo Giustiniani Moneglia, und beschuldigten sie, Genua und die Republik an Spanien „verkauft“ zu haben. Die Anschuldigungen, die im Übrigen unbegründet waren, riefen die sofortige Reaktion des genuesischen Senats hervor, der die Annullierung aller internen Versammlungen und die Verhaftung einiger Dissidenten anordnete, darunter Bartolomeo Coronata und Silvestro Fazio, der eine provokative Rede im Senat anlässlich der Ernennung von Centurione Fattinanti zum Dogen gehalten hatte. Nach der Annahme der Casale-Vereinbarungen im März 1576 wurden sie freigelassen, aber im Dezember wegen Verschwörung gegen die Republik angeklagt, und nur Fazio wurde von der Anklage freigesprochen.

### Nach dem Dogeat und den letzten Jahren
Als das Dogenamt am 17. Oktober 1577 endete, wurde der ehemalige Doge Prospero Centurione Fattinanti zum ewigen Prokurator ernannt, was sein einziges und letztes öffentliches Amt war. Er diktierte sein Testament im Jahr 1578 und starb 1581 in Genua, wo er in der Kirche Santa Chiara in Albaro beigesetzt wurde.

### Privatleben
Er war mit Geronima Giustiniani verheiratet und hatte neun Kinder, fünf Söhne und vier Töchter, von denen die meisten in verschiedene religiöse Orden eintraten.